# Felix Afena-Gyan
Felix Ohene Afena-Gyan (* 19. Januar 2003 in Sunyani) ist ein ghanaischer Fußballspieler, der aktuell bei der US Cremonese unter Vertrag steht und an Juventus Next Gen ausgeliehen ist.

## Karriere

### Verein
Afena-Gyan begann seine fußballerische Laufbahn beim EurAfrica FC in Ghana. Im März 2021 wechselte er zur AS Rom, zunächst in die Jugend. Bis zum Saisonende spielte er 15 Mal für die U19 (vier Tore) und siebenmal für die U18 (fünf Tore). Am 27. Oktober 2021 (10. Spieltag) debütierte er gegen Cagliari Calcio nach Einwechslung in der Serie A. Seine ersten beiden Treffer schoss er bei einem 2:0-Sieg über den CFC Genua, wodurch er zum ersten Spieler aus dem Jahrgang 2003 wurde, der in der Serie A traf.

### Nationalmannschaft
Seine Berufung in die ghanaische A-Nationalmannschaft für die Spiele im November 2021 lehnte er ab. Im März 2022 kam er seiner Berufung in die ghanaische Nationalmannschaft jedoch doch nach und konnte sich anschließend mit dieser erfolgreich für die Weltmeisterschaft 2022 qualifizieren.